# فرودگاه مدین-ادویو
فرودگاه مدین-ادویو (به انگلیسی: Medyn-Aduyevo) یک فرودگاه متروک است . این فرودگاه در شهر کالوگا کشور روسیه قرار دارد و در ارتفاع ۱۹۴ متری از سطح دریا واقع شده‌است.